# Casa do Rancho McDonald
A Casa do Rancho McDonald (em inglês:  McDonald Ranch House) nas Montanhas Oscura do Condado de Socorro, Novo México, foi o local de montagem da primeira arma nuclear do mundo. Os componentes ativos do "dispositivo" do teste Trinity, uma bomba tipo-Fat Man de plutônio semelhante à que mais tarde foi lançada sobre Nagasaki, Japão, foram montados lá em 13 de julho de 1945. A bomba completa foi içada até a torre de teste no dia seguinte e detonada em 16 de julho de 1945, no teste nuclear Trinity.
A Casa do Rancho McDonald foi construída em 1913 por Franz Schmidt, um imigrante alemão, e adquirida pela família McDonald na década de 1930. O rancho foi desocupado pela família McDonald sob protesto em 1942, quando o Exército dos Estados Unidos assumiu o controle da terra como parte do Campo de Testes de Armas e Bombas de Alamogordo, para usar no treinamento de tripulações de bombardeiros durante a Segunda Guerra Mundial.
A família esperava que o rancho fosse devolvido após a guerra, mas não foi e, em 1970, o Exército anunciou que seria mantida permanentemente. A Casa do Rancho McDonald estava vazia e se deteriorando até 1982, quando foi estabilizada pelo Exército. Em 1984, foi restaurada pelo Serviço Nacional de Parques tal como estava em 12 de julho de 1945. O local atualmente está aberto aos visitantes duas vezes por ano, no primeiro sábado de abril e no terceiro sábado de outubro.

## História inicial
A Casa do Rancho George McDonald fica dentro de um muro de pedra baixo de 26 por 26 metros. A casa foi construída em 1913 por Franz Schmidt, um imigrante alemão, cuja antiga casa a uma milha de distância pegou fogo em 1912. Uma adição foi construída no lado norte pela família McDonald, que se mudou para a área no final da década de 1870 ou início da década de 1880, e adquiriu a casa do rancho na década de 1930.
A casa do rancho é uma construção de um andar, de 1 750
-pé-quadrado (160 m2). É construída de adobe, que foi rebocado e pintado. Uma casa de gelo está localizada no lado oeste, junto com uma cisterna subterrânea que armazena a água da chuva que escorre do telhado. Ao mesmo tempo, o anexo norte continha um banheiro e uma banheira, que drenavam para uma fossa séptica a noroeste da casa. Há um grande tanque de armazenamento de água dividido e um moinho de vento da Chicago Aermotor a leste da casa. Os cientistas e pessoal de apoio usaram o tanque norte como piscina durante o verão de 1945. Ao sul do moinho de vento estão os restos de um barracão e um celeiro que era parte da garagem. Mais a leste estão os currais. As construções e acessórios a leste da casa foram estabilizados para evitar maior deterioração.
O rancho foi desocupado pela família McDonald sob protesto em 1942, quando o Campo de Testes de Armas e Bombas de Alamogordo assumiu a terra para usar no treinamento de tripulações de bombardeiros durante a Segunda Guerra Mundial. As terras da área foram desapropriadas e os fazendeiros simplesmente tiveram que sair. Os ocupantes tiveram a opção de ir ao tribunal ou aceitar um acordo, mas tinham que sair em ambos os casos. Os McDonalds optaram por ir ao tribunal e receberam cerca de $60.000 por sua terra patenteada.

## Projeto Manhattan

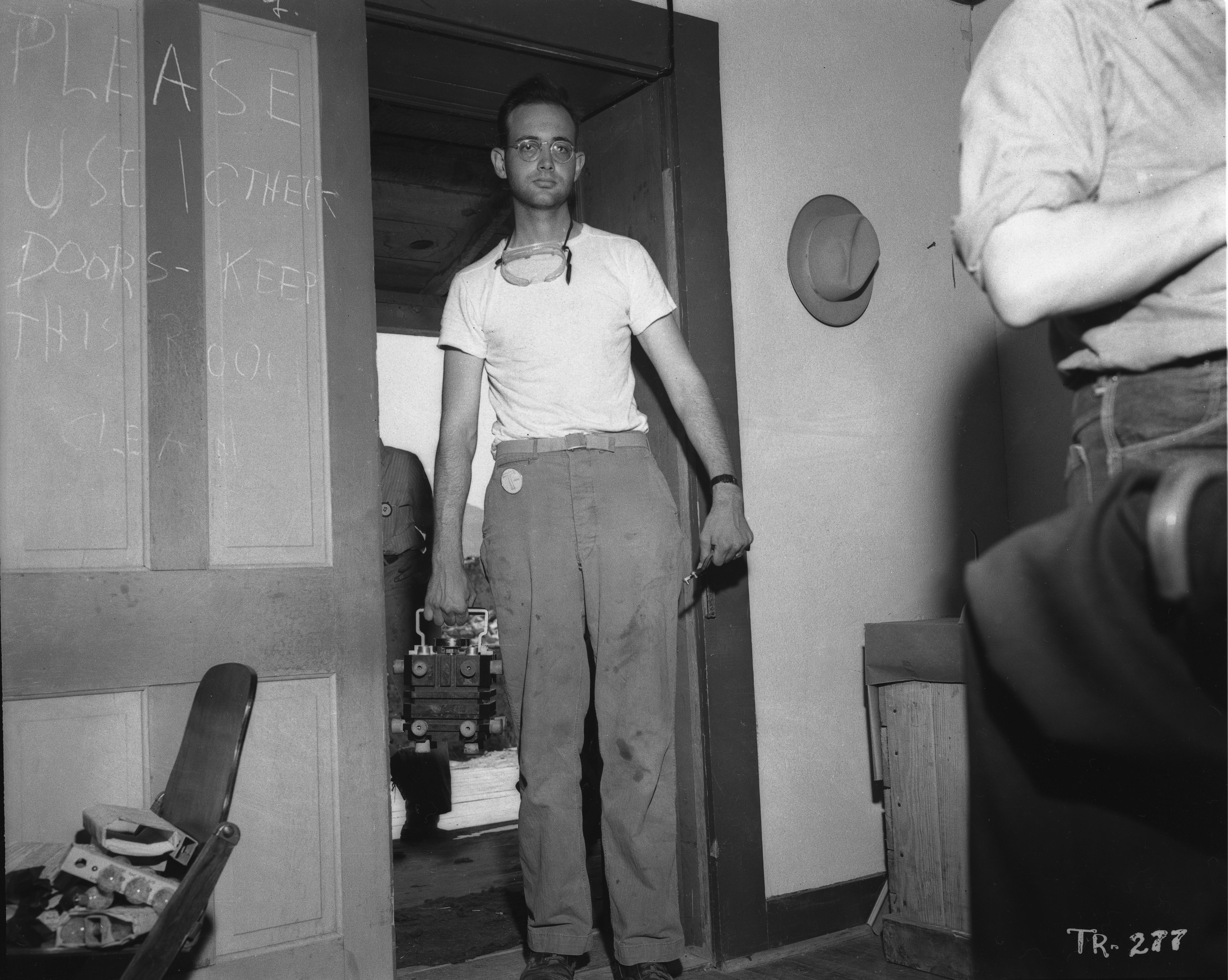
O sargento Herbert Lehr, cujo traje informal reflete as condições sufocantes da Casa McDonald em julho de 1945, entregou o núcleo de plutônio para a bomba em uma maleta antichoque

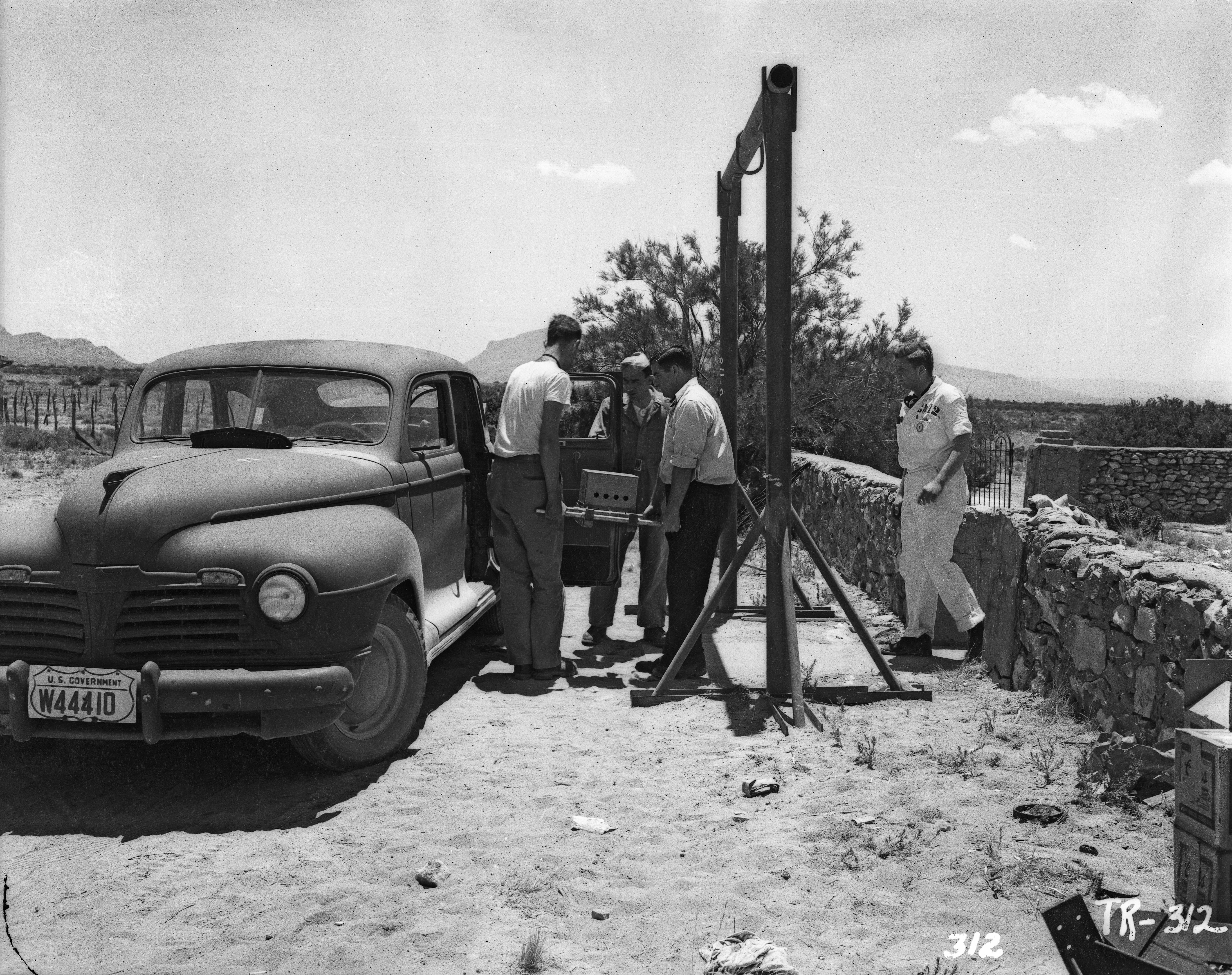
Os componentes são carregados no antigo rancho McDonald para transporte até o local do teste

A casa ficou vazia até a chegada do pessoal de apoio do Projeto Manhattan no início de 1945. A sala nordeste (o quarto principal) foi designada como sala da montagem. Bancadas e mesas foram instaladas. Para manter poeira e areia fora dos instrumentos e ferramentas, as janelas foram cobertas com plástico. Fita foi usada para prender as bordas do plástico e para vedar portas e rachaduras nas paredes.
Os hemisférios de plutônio para o fosso do "dispositivo" (bomba) do teste nuclear Trinity foram entregues na Casa do Rancho McDonald em 11 de julho de 1945. O brigadeiro-general Thomas F. Farrell, vice-diretor do Projeto Manhattan, assinou por eles e entregou-os a Louis Slotin, o chefe da equipe de montagem do fosso. Os componentes ativos da bomba foram montados na sala de montagem em 13 de julho de 1945, A bomba foi içada até a torre de teste no dia seguinte. O teste Trinity ocorreu em 16 de julho de 1945. Uma bomba do tipo Fat Man de plutônio foi detonada, semelhante à bomba lançada posteriormente sobre Nagasaki.
A explosão a apenas 2 milhas (3,2 km) de distância estourou a maioria das janelas da casa, mas não danificou significativamente a estrutura; anos de intrusão de água da chuva através do telhado foram responsáveis por décadas de deterioração subsequente. O telhado do celeiro foi curvado para dentro pela explosão e parte de seu telhado foi arrancado; ele desabou algum tempo depois.

## Décadas de 1960–1980
Em 21 de dezembro de 1965, o Local Trinity foi declarado um distrito do Marco Histórico Nacional, e, em 15 de outubro de 1966, a Casa McDonald foi listada no Registro Nacional de Lugares Históricos.
Os McDonalds esperavam que o rancho fosse devolvido após a guerra, mas isso não ocorreu. Na década de 1970, o Exército anunciou que as terras não seriam devolvidas. Dave McDonald e sua sobrinha, Mary McDonald, organizaram uma reocupação armada do rancho em protesto em 1982.
A casa ficou vazia e se deteriorando até 1982. O comandante do Campo de Teste de Mísseis de White Sands, major-general do Exército dos Estados Unidos Niles Fulwyler, que havia dirigido a restauração do Local de Lançamento V-2 em White Sands, ordenou que a estrutura fosse estabilizada para evitar mais danos. Pouco depois, Fulwyler obteve financiamento do Departamento de Energia e do Exército para o Serviço Nacional de Parques restaurar completamente a casa, tal como estava em 12 de julho de 1945. O trabalho foi concluído em 1984.
Fulwyler enterrou uma cápsula do tempo de 25 anos descrevendo a restauração. Ela foi aberta durante uma visitação pública em 3 de outubro de 2009. Seus artefatos estão agora em exibição dentro da casa. No verso de uma fotografia sua, Fulwyler escreveu:
Saudações a você de 2009. Quando vim para o Campo de Teste de Mísseis de White Sands em 1982, tomei como meu projeto de comando a restauração da Casa do Rancho MacDonald. Tive o grande privilégio de ser o catalisador dessa restauração, habilmente auxiliado pelo Sr. Al Johnson, que morreu logo após sua inauguração. Esta é uma estrutura muito histórica, em uma área muito histórica. Espero que você e as gerações seguintes apreciem o que fizemos. Tome conta disso. Faz parte de nosso patrimônio.

## Acesso
Por muitos anos o local foi aberto no primeiro sábado de abril e outubro. A entrada é gratuita. Há uma mostra da família Schmidt na casa durante cada visitação pública. Em 2014, o Campo de Teste de Mísseis de White Sands anunciou que, devido a restrições orçamentárias, o local seria aberto apenas uma vez por ano, no primeiro sábado de abril. Em 2015, essa decisão foi revertida, e dois eventos foram agendados, em abril e outubro. Desde 2022, o local abre aos visitantes duas vezes por ano, no primeiro sábado de abril e no terceiro sábado de outubro.